# Гребля Маавіл
Гребля Маавіл (Ma'awil) — інженерна споруда на півночі Оману.
У другій половині 20 століття зростання населення Оману та розширення поливного землеробства почало призводити до виснаження водоносних горизонтів, що на тлі пустельного клімату були головним джерелом прісної води в країні. Як наслідок, розробили програму їх поповнення шляхом спорудження численних гребель, які б утримували воду під час короткочасних дощів. Передбачається лише короткострокове (щоб запобігти істотним втратам від випаровування) зберігання води у створених греблями водосховищах, при цьому її поступово випускають до тимчасового водотоку (ваді) в режимі, що має забезпечити максимальне всотування води у алювіальні породи русла.
Одинадцятою та однією з найбільших за розмірами водосховища греблею такого типу стала завершена в 1991 році споруда в Маавіл (за пів сотні кілометрів на захід від Маскату) із водозбірним басейном площею 555 (за іншими даними — 595) км2. Долину ваді перекрили спорудою довжиною 7,5 км та висотою 8 метрів. Її центральна частина виконана як габіонна водопереливна секція довжиною 4040 метрів, яка розрахована на пропуск під час повені 4 тисяч м3 на секунду.
Гребля здатна утримувати 10 млн м3 води.
Для випуску води до нижньої ділянки русла ваді передбачені 10 водоводів (кульвертів) діаметром 0,8 метра.